# Air Corridor
Air Corridor war eine mosambikanische Fluggesellschaft mit Sitz in Nampula, wo sie auch ihre Homebase auf dem Flughafen Nampula hatte.

## Geschichte
Die Fluggesellschaft wurde im Jahr 2004 gegründet und nahm im August des gleichen Jahres ihren Flugbetrieb mit einer Boeing 737 auf. Air Corridor war vollständig im privaten Besitz. Aus Sicherheitsgründen war es bis zum Februar 2007 Regierungsmitgliedern der USA strikt verboten, mit dieser Fluggesellschaft zu fliegen. Seit 2008 betreibt Air Corridor keinen Flugdienst mehr, da alle Flugzeuge in Johannesburg wegen Sicherheitsproblemen stillgelegt sind. Das für die Reparatur zuständige Unternehmen Aeronexus teilte der mosambikanischen Luftfahrtbehörde mit, dass die Fluggesellschaft keine Aufzeichnungen über Routinewartungen besitzt. Air Corridor sollte den Flugbetrieb wieder im Februar 2008 aufnehmen, was aber nicht geschah. Des Weiteren sind die Manager aus Mosambik ausgezogen.

## Ziele
Air Corridor flog von Nampula ausschließlich nationale Ziele an.

## Flotte
(Stand: März 2008)
- 1 Boeing 737-200